# 第26独立砲兵旅団 (ウクライナ陸軍)
第26独立砲兵旅団（だい26どくりつほうへいりょだん、ウクライナ語: 26-та окрема артилерійська бригада）は、ウクライナ陸軍の旅団。北部作戦管区隷下。

## 概要
2004年10月30日、第62独立機械化旅団隷下の旅団砲兵群を基幹に、ジトーミル州で創設された。

### ドンバス戦争
2014年8月から、ドンバス戦争に投入され、東部ドネツィク州、ルハーンシク州の前線に配置された。
2015年1月、第5自走砲大隊を基幹に、第43独立砲兵旅団が創設された。
2016年7月、第72独立機械化旅団隷下から第14独立自動車化歩兵大隊が配属された。
2016年、第14独立自動車化歩兵大隊を警備大隊に改編した。
2019年5月6日、ペトロ・ポロシェンコ大統領から、名誉称号「ローマン・ダシュケヴィチ」を授与された。

### ロシアのウクライナ侵攻
2022年5月22日、ウォロディミル・ゼレンスキー大統領から、勇気と勇敢さに対する栄誉賞を授与された。

#### 東部・ドンバス戦線
2022年9月上旬、東部ドネツィク州クラマトルシク地区に配備され、2022年ウクライナの東部反攻に火力支援で参加し、北東部ハルキウ州の大部分を解放した。

#### 東部・バフムート戦線
2023年5月、東部ドネツィク州バフムート地区に配備されている。

## ギャラリー

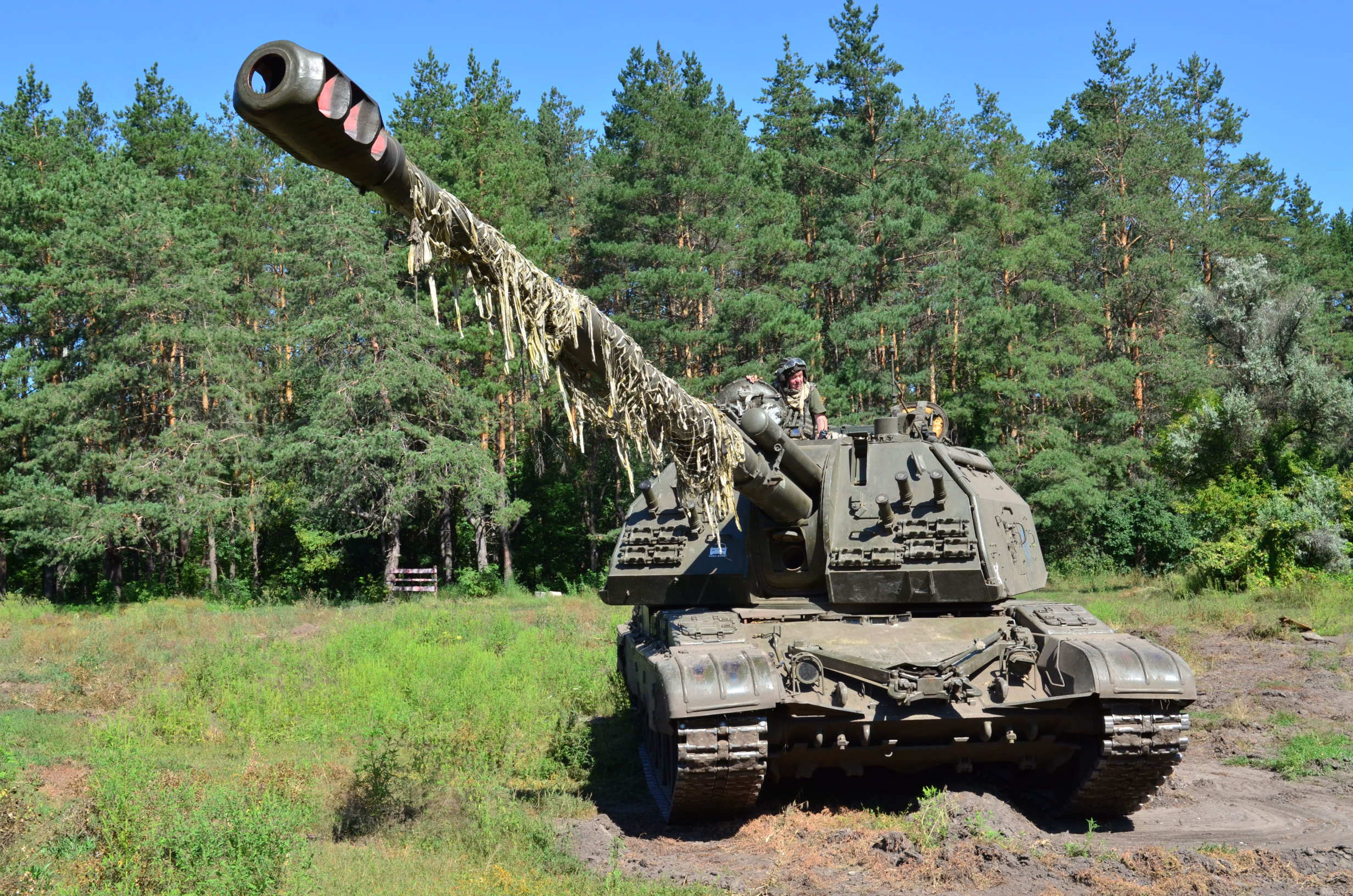
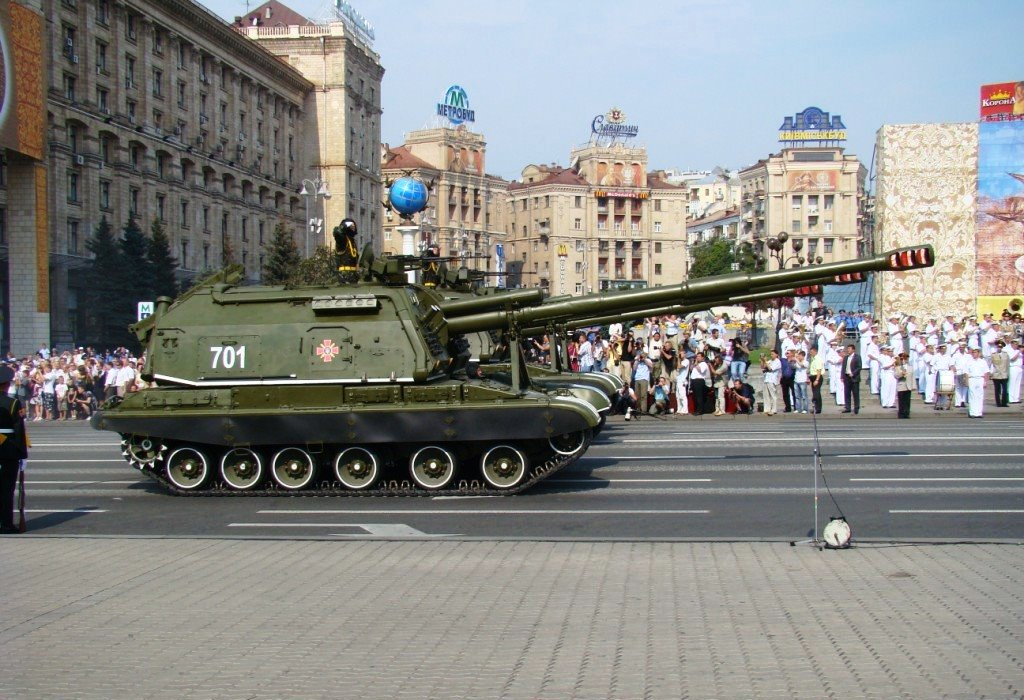
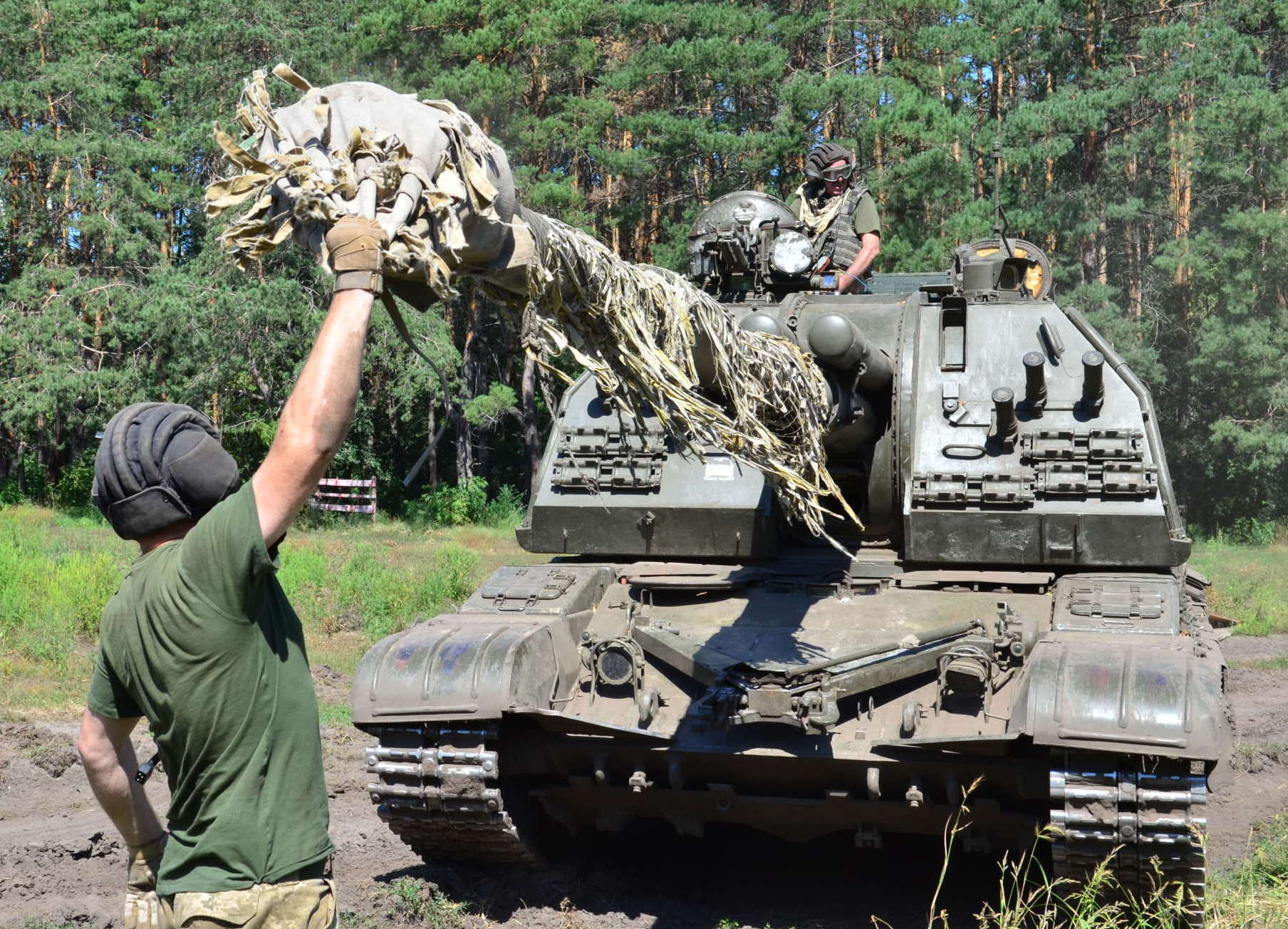
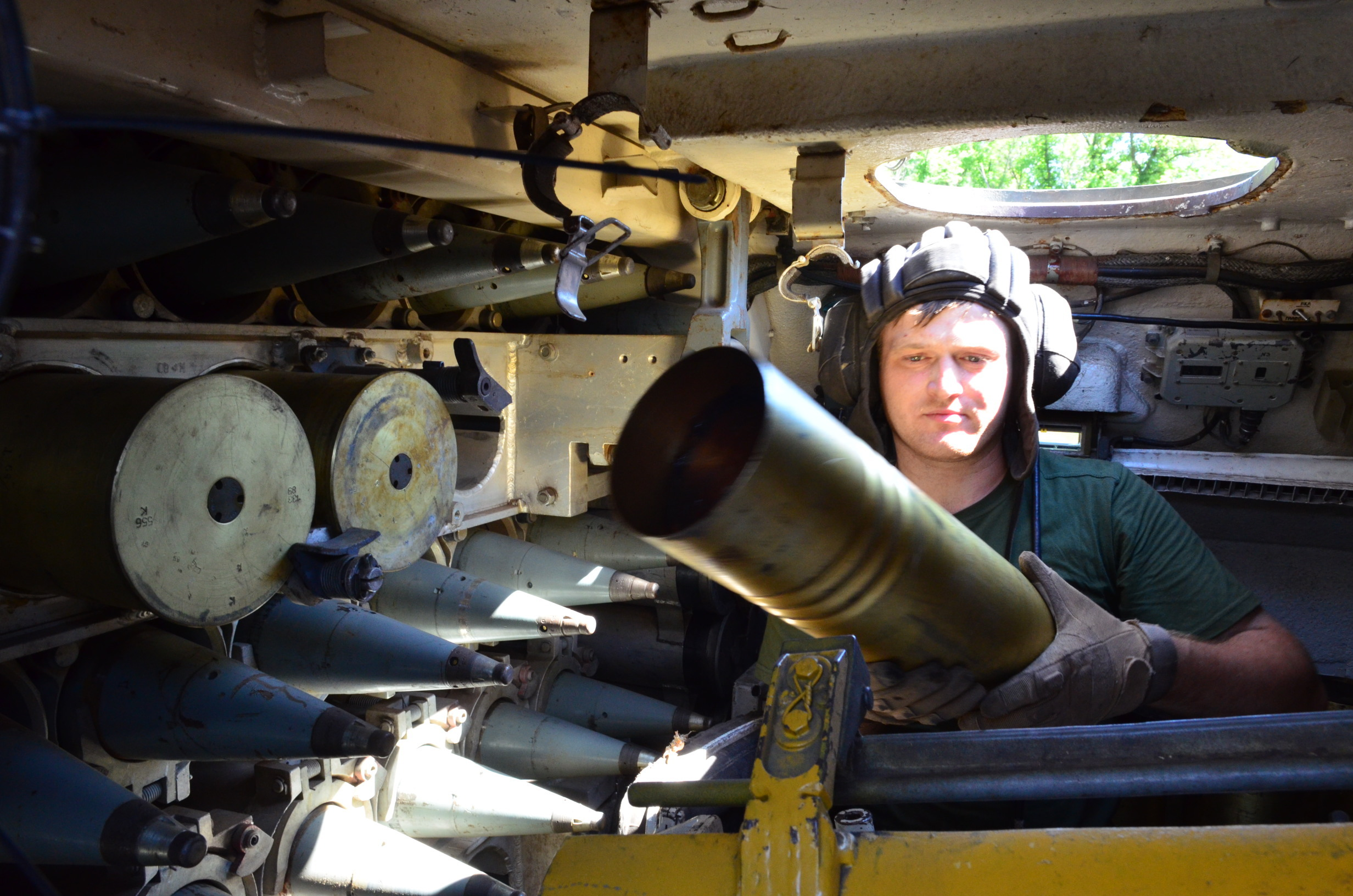

## 編制
- 旅団司令部（ベルディチウ）
- 第1自走砲大隊
- 第2自走砲大隊
- 第3自走砲大隊
- 第4対戦車砲大隊
- 砲兵偵察大隊
- 第14警備大隊（ウクライナ語版）
- 工兵中隊
- 整備中隊
- 補給中隊
- 化学防護小隊